# L'Espinar
L'Espinar és una masia al terme municipal de Llíria, al Camp de Túria. En aquest mas fortificat hi predominen els trets del segle xviii. De la fortificació hi resta part de la murada i un parell de garites, així com les quadres. El pati es manté pavimentat amb llambordes, on hi ha la làpida de Germana de Foix, tot i que és una reproducció de l'original, destruïda a la Guerra Civil.
La masia i els terrenys envoltants van pertànyer a l'Orde dels Jerònims, instal·lats al convent de Sant Miquel dels Reis, a València. En aquest mas va faltar na Germana de Foix, a l'octubre de 1538. Una inscripció recorda aquest esdeveniment. Durant la desamortització de Mendizábal va passar a mans privades, primer a un industrial català i posteriorment, des de desembre de 1883, als hereus de Jacinto Gil de Avalle.